# Lothian Occidentale
Il Lothian Occidentale (in lingua scots: Wast Lowden, in lingua gaelica scozzese Lodainn an Iar) è una delle 32 aree amministrative della Scozia e una delle aree di luogotenenza della Scozia, ed è una contea storica, che fu anche conosciuta con il nome di Linlithgowshire. L'area amministrativa fu creata nel 1996 con la Legge sul Governo Locale della Scozia del 1994; ebbe i confini del distretto del Lothian Occidentale nella regione del Lothian.
Confina con la città di Edimburgo, con Falkirk, con il Lanarkshire Settentrionale, con il Lanarkshire Meridionale e con gli Scottish Borders.

## Paesi
- Armadale
- Bathgate

- Blackburn
- Broxburn

- Linlithgow
- Livingston

- Whitburn

## Villaggi
- Abercorn
- Addiewell
- Blackridge
- Breich
- Bridgend
- Dechmont
- East Calder
- East Whitburn
- Ecclesmachan

- Fauldhouse
- Greenrigg
- Kingscavil
- Kirknewton
- Longridge
- Mid Calder
- Newton
- Philpstoun
- Polbeth
- Pumpherston

- Seafield
- Boghall
- Stoneyburn
- Threemiletown
- Torphichen
- Uphall
- Uphall Station
- West Calder
- Westfield
- Wilkieston
- Winchburgh